# Jagdgeschwader 53
53-тя винищувальна ескадра «Виновий туз» (нім. Jagdgeschwader 53 (JG 53) «Pik As») — винищувальна ескадра Люфтваффе за часів Другої світової війни. Одне з найстаріших формувань військово-повітряних сил Вермахту діяло практично на усіх театрах війни.

## Історія
53-тя винищувальна ескадра заснована 1 травня 1939 року на аеродромі у Вісбаден-Ербенгаймі шляхом переформування авіаційних груп 133-ї винищувальної ескадри.

## Командування

### Командири
- Оберст Бруно Лерцер (нім. Bruno Löerzer) (березень 1937 — березень 1938)
- Оберстлейтенант Вернер Юнк (нім. Werner Junck) (квітень 1938 — 30 вересня 1939)
- Майор Ганс Кляйн (нім. Hans Klein) (1 жовтня — 31 грудня 1939)
- Оберстлейтенант Ганс-Юрген фон Крамон-Таубадель (нім. Hans-Jürgen von Cramon-Taubadel) (1 січня — 30 вересня 1940)
- Оберст барон Гюнтер фон Мальцан (нім. Günther Freiherr von Maltzahn) (9 жовтня 1940 — 4 жовтня 1943)
- Майор Фрідріх-Карл Мюллер (нім. Friedrich Karl Müller) (4 жовтня — ? жовтня 1943, ТВО)
- Майор Курт Уббен (нім. Kurt Ubben) (жовтень — листопад 1943, ТВО)
- оберстлейтенант Гельмут Беннеманн (нім. Helmut Bennemann) (9 листопада 1943 — 27 квітня 1945)

## Основні райони базуванняштабу53-ї винищувальної ескадри[1]
| Час                               | Місто                | Підпорядкування | Основний літак |
| --------------------------------- | -------------------- | --------------- | -------------- |
| 1 травня 1939 — 24 травня 1940    | Вісбаден-Ербенгайм   | —               | Bf 109E        |
| 24—31 травня 1940                 | Шарлевіль            | —               | Bf 109E        |
| 31 травня — 26 червня 1940        | Еперне               | —               | Bf 109E        |
| 26 червня — липень 1940           | Вісбаден-Ербенгайм   | —               | Bf 109E        |
| Липень — 23 серпня 1940           | Ренн                 | Jafü 3          | Bf 109E        |
| 23 серпня — 21 грудня 1940        | Етапль               | Jafü 2          | Bf 109E        |
| 21 грудня 1940 — 15 березня 1941  | Кельн-Бутцвайлергоф  | Jafü 2          | Bf 109E/F      |
| 15 березня — 8 червня 1941        | Сент-Омер            | Jafü 2          | Bf 109F        |
| 8—14 червня 1941                  | Мангейм-Сандгофен    | —               | Bf 109F        |
| 14—24 червня 1941                 | Кржевица             | —               | Bf 109F        |
| 24—29 червня 1941                 | Пружани              | —               | Bf 109F        |
| 29—30 червня 1941                 | Барановичі           | —               | Bf 109F        |
| 30 червня — 5 липня 1941          | Гостинне             | —               | Bf 109F        |
| 5—8 липня 1941                    | Дубно                | —               | Bf 109F        |
| 8—9 липня 1941                    | Хролин               | —               | Bf 109F        |
| 9—17 липня 1941                   | Тиранівка            | —               | Bf 109F        |
| 17—21 липня 1941                  | Житомир              | —               | Bf 109F        |
| 21 липня — 6 серпня 1941          | Біла Церква          | —               | Bf 109F        |
| 7 серпня — жовтень 1941           | Мангейм-Сандгофен    | —               | Bf 109F        |
| Жовтень — 15 грудня 1941          | Катвейк              | —               | Bf 109F        |
| 15 грудня 1941 — 9 листопада 1942 | Комізо               | —               | Bf 109F/G      |
| 9 листопада 1942 — квітень 1943   | Ель-Ауіна            | —               | Bf 109G        |
| Квітень — 30 квітня 1943          | Ла-Себала            | —               | Bf 109G        |
| 30 квітня — 10 липня 1943         | Комізо               | —               | Bf 109G        |
| 10—13 липня 1943                  | Катанія              | —               | Bf 109G        |
| 13 липня — серпень 1943           | Вібо-Валентія        | —               | Bf 109G        |
| Серпень — вересень 1943           | Камальдолі           | —               | Bf 109G        |
| Вересень 1943 — 22 січня 1944     | Рим-Чампіно          | —               | Bf 109G        |
| 22 січня — 13 лютого 1944         | Вітербо              | —               | Bf 109G        |
| 13 лютого — квітень 1944          | Тричезімо            | —               | Bf 109G        |
| Квітень — 27 червня 1944          | Болонья              | —               | Bf 109G        |
| 27 червня — липень 1944           | Кармалево            | —               | Bf 109G        |
| Липень — 22 липня 1944            | Сувалкі              | —               | Bf 109G        |
| 22 липня — 18 серпня 1944         | Вюнсторф             | —               | Bf 109G        |
| 18—29 серпня 1944                 | Ла-Фер               | —               | Bf 109G        |
| 29 серпня — 3 вересня 1944        | Ейндговен            | —               | Bf 109G        |
| 3 вересня — 15 жовтня 1944        | Дармштадт-Грісгайм   | —               | Bf 109G        |
| 15 жовтня — 15 грудня 1944        | Бад-Дюрргайм         | —               | Bf 109G        |
| 15 грудня 1944 — 2 квітня 1945    | Штутгарт-Ехтердінген | —               | Bf 109G/K      |
| 2 квітня — ? квітня 1945          | Ербеншванг           | —               | Bf 109G/K      |

## КавалериЛицарського хреста Залізного хрестаJG53
| Ім'я                | Звання          | Лицарського хреста | Лицарського хреста з дубовим листям |
| ------------------- | --------------- | ------------------ | ----------------------------------- |
| Франц Бартен        | гауптман        | 29 жовтня 1944*    |                                     |
| Гельмут Бельзер     | гауптман        | 6 вересня 1942*    |                                     |
| Гайнц Бретнюц       | гауптман        | 21 жовтня 1940     |                                     |
| Вільгельм Крініус   | фельдфебель     | 23 вересня 1942    | 23 вересня 1942                     |
| Фріц Дінгер         | оберлейтенант   | 23 вересня 1942    |                                     |
| Рудольф Еренбергер  | оберфельдфебель | 6 квітня 1944*     |                                     |
| Альфред Франке      | оберфельдфебель | 29 жовтня 1942*    |                                     |
| Франц Гетц          | оберлейтенант   | 4 вересня 1942     |                                     |
| Гайнц Голинські     | оберфельдфебель | 30 грудня 1942*    |                                     |
| Юрген Гардер        | гауптман        | 5 грудня 1943      | 1 лютого 1945                       |
| Едуард Іскен        | оберфельдфебель | 14 січня 1945      |                                     |
| Гельмут Ліпферт     | гауптман        | 5 квітня 1944      | 17 квітня 1945                      |
| Штефан Літ'єнс      | оберфельдфебель | 21 червня 1943     |                                     |
| Гюнтер фон Мальцан  | майор           | 30 грудня 1940     | 24 липня 1941                       |
| Ганс-Карл Маєр      | гауптман        | 3 вересня 1940     |                                     |
| Юліус Меймберг      | гауптман        | 24 жовтня 1944     |                                     |
| Гергард Міхальскі   | майор           | 4 вересня 1942     | 25 листопада 1944                   |
| Вернер Мельдерс     | гауптман        | 29 травня 1940     | [ 2 ]                               |
| Фрідріх-Карл Мюллер | майор           | 19 вересня 1942    | 23 вересня 1942                     |
| Герман Нойгофф      | лейтенант       | 16 червня 1942     |                                     |
| Ганс Реріґ          | лейтенант       | 2 жовтня 1942      |                                     |
| Герберт Ролльваге   | лейтенант       | 6 квітня 1944      | 24 січня 1945                       |
| Франц Шисс          | оберлейтенант   | 2 жовтня 1942      |                                     |
| Ерік Шмідт          | лейтенант       | 23 липня 1941      |                                     |
| Герберт Шрамм       | оберлейтенант   | 6 серпня 1941      | 11 лютого 1945                      |
| Гюнтер Зеєгер       | лейтенант       | 24 березня 1944    |                                     |
| Вернер Штумпф       | оберфельдфебель | 13 серпня 1942     |                                     |
| Вольфганг Тонне     | оберлейтенант   | 6 вересня 1942     | 24 вересня 1942                     |
| Вольф-Дітріх Вільке | гауптман        | 6 серпня 1941      | [ 3 ]                               |
| Вальтер Зеллот      | лейтенант       | 3 вересня 1942     |                                     |

Відмічені знаком «*», отримали нагороду посмертно

## Бойовий склад 53-ї винищувальної ескадри
- Штаб (Stab/JG53)[4]
- 1-ша група (I./JG53)[4]
- 2-га група (II./JG53)[4]
- I3-тя група (III./JG53)[5]
- 4-та група (IV./JG53)[6]
- Навчально-бойова група (Ergänzungsgruppe або Erg.Gr.JG53)[7]
- 10-та окрема ескадрилья (10.(Jabo)/JG53)[8]